# Tintin v zemi Sovětů
Tintin v zemi Sovětů (ve francouzském originále Tintin au pays des Soviets) je první komiks z cyklu Tintinova dobrodružství od belgického kreslíře Hergého. Reportér Tintin a jeho psík Filuta se v něm vydávají do Sovětského svazu, kde zažijí dobrodružství a se slávou se vrátí zpět.
Komiks původně vycházel jednou týdně na pokračování od ledna 1929 do května 1930 jako antikomunistická satira v dětské příloze Le Petit Vingtième belgických novin Le Vingtième Siècle. Souborně vyšel poprvé v září 1930. Tintin v zemi Sovětů byl jediný Tintinův komiks, který Hergé později nepřekreslil do barevné verze. V Česku byl komiks poprvé vydán v roce 2011.